# Oberaargau

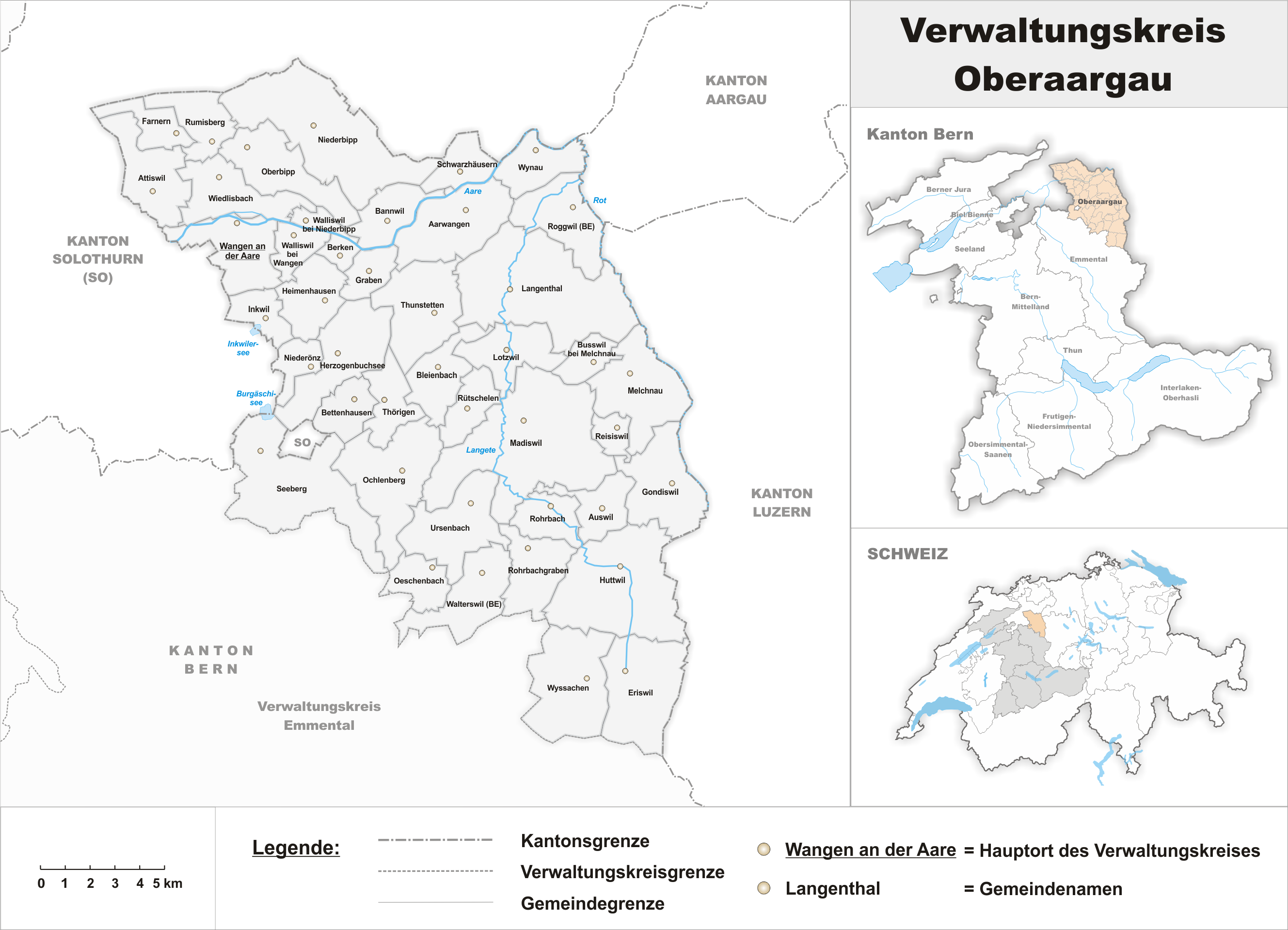
Nach politischer Einteilung entspricht der Oberaargau dem Verwaltungskreis Oberaargau.

Der Oberaargau (französisch Haute-Argovie, italienisch Alta Argovia, berndeutsch Oberaargou) ist der nordöstlichste Teil des Schweizer Kantons Bern. Er grenzt an die Kantone Solothurn, Aargau und Luzern. Nur im Süden ist er mit dem Kanton Bern verbunden. Die südlich angrenzende Region ist das Emmental, wobei die Grenze nicht immer gleich definiert wird.
Nach politischer Einteilung entspricht der Oberaargau dem Verwaltungskreis Oberaargau. Bis 2009 bestand er aus den beiden Amtsbezirken Wangen und Aarwangen, wobei die heute zum Verwaltungskreis Oberaargau gehörenden Gemeinden Eriswil, Huttwil, Walterswil und Wyssachen damals noch zum Amtsbezirk Trachselwald gehörten. Die Gemeinde Dürrenroth liegt nördlich der Wasserscheide zwischen Aare und Emme und ist deshalb geographisch gesehen Teil des Oberaargaus; politisch gehört sie aber zum Verwaltungskreis Emmental.

## Geographie
Der Oberaargau ist Teil des Schweizer Mittellandes. Er liegt zwischen den grossen städtischen Zentren und ist deshalb eine Durchgangsregion. Nicht nur der namensgebende Fluss Aare durchzieht ihn von West nach Ost, sondern auch die Autobahn A1 und die Bahnstrecke Bern–Zürich, die beiden wichtigsten Ost-West-Verkehrsachsen der Schweiz.
Zentren des Oberaargaus sind an der Bahnlinie die Stadt Langenthal und das Dorf Herzogenbuchsee sowie an der Aare die historischen Städtchen Wangen und Aarwangen. Seit dem Bau der Autobahn hat sich der Schwerpunkt der wirtschaftlichen Entwicklung nach Norden, an den Jurasüdfuss verlagert, wo sich das Städtchen Wiedlisbach und das Dorf Niederbipp befinden.

Zentren des Oberaargaus
Langenthal, Pfarrhaus und Kirche, 1825
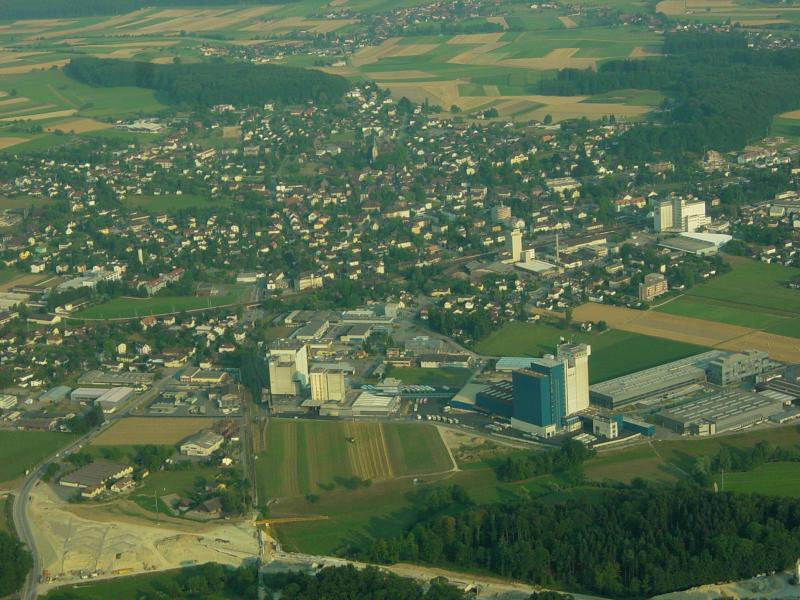
Herzogenbuchsee, 2003
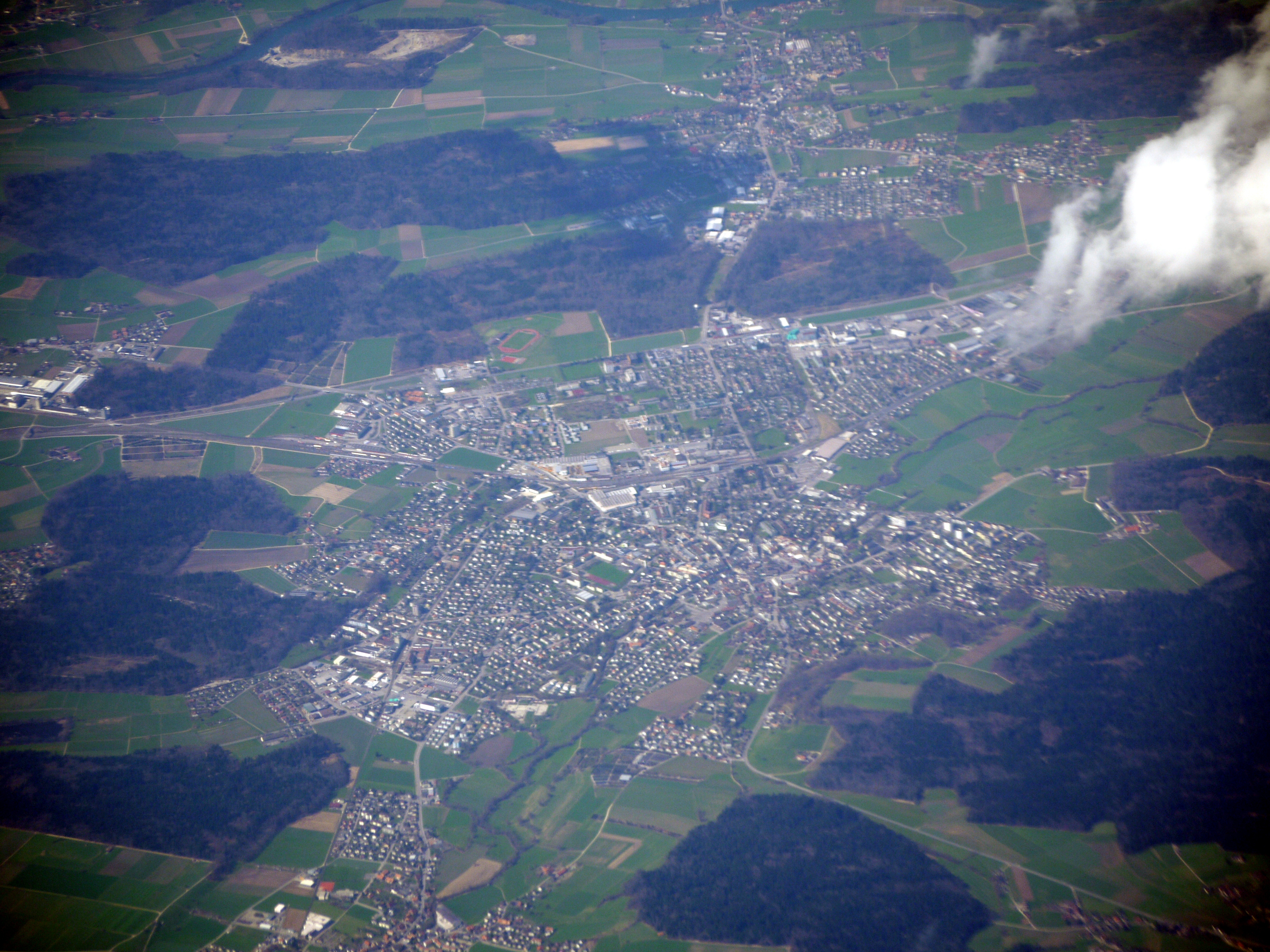
Aarwangen, 2010
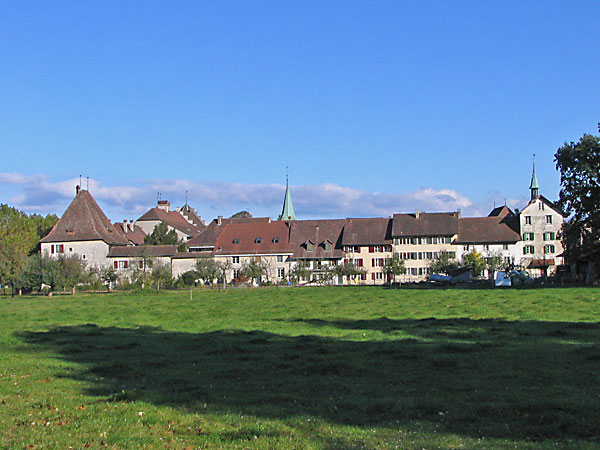
Wangen an der Aare, 2007

Das von der Aare und den Hauptverkehrsachsen durchquerte Tal wird im Norden vom Jura begrenzt und im Süden von Hügelland, welches nahtlos ins Emmental übergeht.
Der höchste Punkt des Oberaargaus ist mit 1231 Metern das Höllchöpfli (Gemeinde Rumisberg) und der tiefste Punkt mit 405 Metern über Meer (gleichzeitig der tiefste Punkt des Kantons Bern) liegt an der Aare bei Wynau.

## Geschichte
Bereits im Frühmittelalter wird der Begriff Oberaargau (861: superior pagus Aragauginsis) verwendet. Allerdings war damit die gesamte Region südöstlich der Aare, einschliesslich das Emmental, gemeint.
Im Hochmittelalter war der Oberaargau, auf den heutigen Umfang bezogen, in verschiedene Herrschaftsbereiche aufgeteilt. Der Teil nördlich der Aare gehörte den Grafen von Frohburg. Südlich der Aare gehörten viele Gebiete zum Eigengut der Herzöge von Zähringen. Daneben gab es alten Besitz der Klöster St. Gallen und St. Blasien im Schwarzwald sowie verschiedene Freiherrschaften, am bedeutendsten im östlichen Teil jene der Freiherren von Langenstein, die als Erbe in grossen Teilen an die Freiherren von Grünenberg kam. Nach dem Aussterben der Zähringer kam der westliche Teil an das Grafenhaus Neu-Kyburg, das mit seiner zunehmenden Verschuldung unter habsburgischen und schliesslich Bernischen Einfluss kam. Im Spätmittelalter gehörte der Oberaargau zur Landgrafschaft Burgund, die von den Grafen von Buchegg, später von Neu-Kyburgern verwaltet wurde.
Mit der Expansionspolitik Berns im Spätmittelalter geriet auch der Oberaargau zunehmend unter bernischen Einfluss. Im 15. Jahrhundert erwarb und eroberte Bern den gesamten Ober- und Unteraargau (Berner Aargau), so dass diese Regionen über mehrere Jahrhunderte geeint blieben. Mit der Übernahme der Landgrafschaft Burgund von Neu-Kyburg kam auch die Landeshoheit an die Stadt Bern.
Mit dem Untergang des Alten Bern 1798 wurde der Unteraargau als eigener Kanton abgetrennt (welcher 1802/03 mit dem Fricktal, Baden und den Freien Ämtern zum heutigen Kanton Aargau vereinigt wurde). Die Grenze zwischen Unter- und Oberaargau wurde 1798 entlang der Wigger gezogen, 1802 wurde sie aber nach Westen an die Murg verlegt. Diese Gebietseinteilung wurde durch die Mediationsakte von 1803 und den Wiener Kongress 1815 bestätigt, so dass seither der Oberaargau vom Kanton Aargau getrennt ist.

## Naturschutz
Im Oberaargau wurden auf einer Fläche von 114,68 km² Smaragd-Gebiete ausgezeichnet.